# Štore
Štore és un municipi de la República d'Eslovènia. El 2022 tenia 4.396 habitants.